# Петухов, Константин Фёдорович
Константин Фёдорович Петухов (1897 — ?) — зоотехник-селекционер, участник выведения сычёвской породы крупного рогатого скота, лауреат Сталинской премии 1951 года.
В 1920-е годы работал в Сычёвке зоотехником уездного и районного земельного комитета.
С 1930 года старший зоотехник Сычевского госплемрассадника.
Участник выведения сычёвской породы крупного рогатого скота, созданной путем искусственного осеменения беспородных местных коров семенем чистокровных симментальских быков.
В 1936 году награждён орденом Ленина (за успешную работу по акклиматизации и внедрению в колхозы симментальской породы скота), 15 апреля 1940 года — Большой серебряной медалью ВСХВ.
После начала войны был одним из руководителей эвакуации племенных животных (12 тысяч голов) в Ярославскую область.
10.09.1945 награждён орденом Трудового Красного Знамени. На тот момент — начальник управления животноводства Севера и Центра Наркомзема РСФСР.
Указом от 18 декабря 1950 г. за успешную работу по выведению, совершенствованию и распространению сычевской породы крупного рогатого скота награждён вторым орденом Трудового Красного Знамени.
Сталинская премия 1951 года (в составе коллектива) — за выведение новой породы крупного рогатого скота «Сычёвская». На тот момент — зам. начальника Управления Центра и Северо-Запада ГУ животноводства МСХ СССР.
Сочинения:
- Петухов К. Ф. О симментализированном скоте Сычевского района. Сб. «Плем. дело в крест. хоз — ве» под ред. проф. Е. Ф. Лискуна. 1928 г. Книгосоюз.

Сын — Петухов Виктор Константинович 1921 г.р. г. Сычевка Смоленской обл.; лётчик, не вернулся с задания 12.08.1943. Награждён двумя орденами Красного Знамени.